# Naoki Kawaguchi
Naoki Kawaguchi (født 24. maj 1994) er en japansk fodboldspiller, som spiller for den japanske fodboldklub Albirex Niigata.